# Code Aster
Code_Aster és un programari per a l'anàlisi d'elements finits i simulació numèrica en mecànica estructural i multifísica. Segons la classificació típica dels programes d'aquesta classe, Code_Aster és el motor de processament, sense incloure el preprocessament o el postprocessament (mallat de l'objecte i presentació de la solució).
Code_Aster ofereix una àmplia gamma de mètodes d'anàlisi i modelatge multifísics que van molt més enllà de les funcions estàndard d'un codi de càlcul termomecànic: de l'anàlisi sísmica als medis porosos a través de l'acústica, la fatiga, la dinàmica estocàstica, etc. La combinació d'aquestes característiques amb diversos programes de preprocessament i postprocessament li permeten abastar àrees com l'acústica, la sismologia, l'energia atòmica, entre d'altres.
Va ser desenvolupat per l'empresa francesa Électricité de France (EDF), per a l'estudi i manteniment de plantes i xarxes elèctriques. Va ser alliberat sota la GNU General Public License a l'octubre de 2001.
Existeixen diversos entorns de preprocessament i postprocessament que són capaços de treballar amb Code_Aster, creant entorns complets:
- Gmsh: eina de mallat i visualització 3D (llicència GNU GPL)
- SALOME: eina de mallat i visualització 3D (open source, amb llicència GNU LGPL)[2]
- Salome-Meca: plataforma que ofereix totes les fases de l'estudi (CAD, mallat, càlcul, visualització de resultats)

Altres eines que també fan ús de Code_Aster són: Eficas, Homard, Metis, MFront, etc.
Code_Aster està oficialment disponible per a Linux i FreeBSD. També s'ha portat amb èxit a Microsoft Windows, però no oficialment.